# Oomyzus scaposus
Oomyzus scaposus är en stekelart som först beskrevs av Thomson 1878.  Oomyzus scaposus ingår i släktet Oomyzus och familjen finglanssteklar. Arten är reproducerande i Sverige. Inga underarter finns listade i Catalogue of Life.